# Конвертер

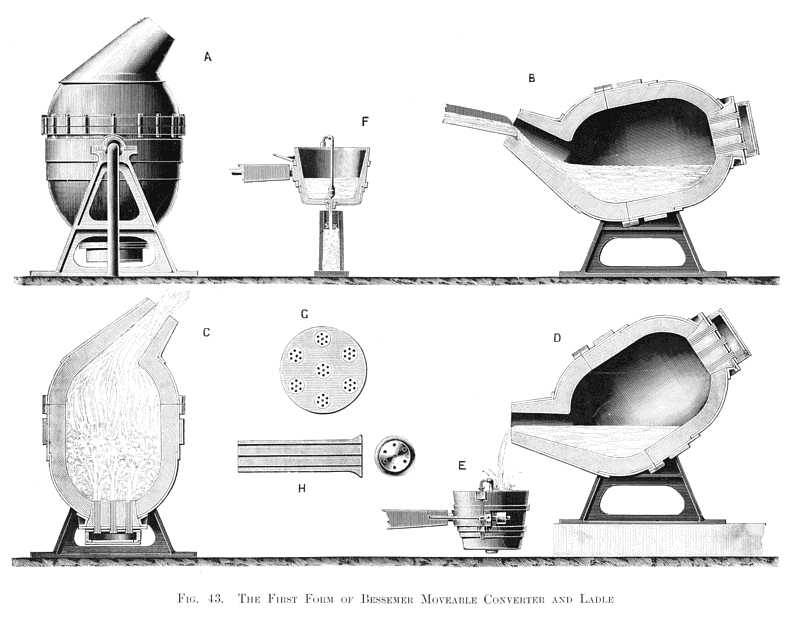
Устройство и работа бессемеровского конвертера

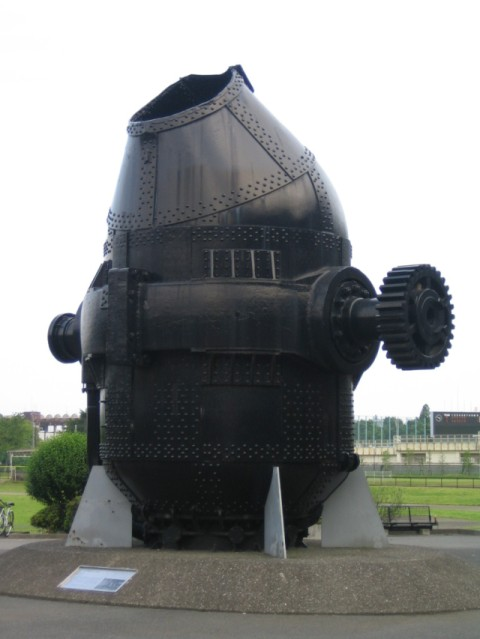
Томасовский конвертер

Конве́ртер (англ. converter, от лат. convertere — превращать) — аппарат (вид печи) для получения стали из передельного расплавленного чугуна и шихты продувкой воздухом или технически чистым кислородом. В настоящее время чаще применяется кислород, который подается в рабочее пространство конвертера через фурмы (под давлением около 1,5 МПа). Такой метод получения стали называют конвертерным или кислородно-конверторным. Более половины всей стали в мире получается конвертерным способом.
Конвертер представляет собой ёмкость, состоящую из трех частей: верхней — шлема, средней — цилиндра и нижней — днища. Днище может быть приставным, вставным или цельным с цилиндрической частью. В этом случае конвертер называют глуходонным.
Метод характеризуется высокой производительностью: конвертерный цех в составе трёх 400-тонных конвертеров может обеспечить годовой объём производства на уровне 10 миллионов тонн стали.
Основные страны-производители стали в кислородных конвертерах: Китай, Япония, США, Россия, Германия, Южная Корея, Украина, Бразилия, Индия.
Конвертер (или конвертирование как процесс) применяется и в цветной металлургии, в частности, для удаления избыточных железа и серы из сульфидных расплавов (штейнов), с получением файнштейна или белого матта — маложелезистых сплавов сульфидов цветных металлов. При дальнейшей продувке белого матта в конвертере может быть получена черновая медь.

## История
Первые конвертеры появились в XIX веке и резко увеличили количество получаемой стали. До этого сталь не выплавляли, а только выплавляли чугун. Для выплавки чугуна достаточна температура порядка 1300 °C. Для стали нужно порядка 1600 °C, и такую температуру получали только при горновой переплавке небольших количеств уже готовой стали в тиглях. Первичную сталь получали кристаллизацией из расплава чугуна при постепенном выжигании углерода (пудлингование) или ковкой с попутным науглероживанием сыродутного железа. Оба процесса отличались крайне невысокой производительностью и большими затратами физического труда.
Конвертер изобретён Генри Бессемером в Англии в 1856 году. Идея состояла в том, чтобы дать избыточному углероду чугуна просто выгореть как топливу, продувая через расплав струю воздуха. Тепла, выделившегося в процессе окисления углерода, должно было хватить для разогрева содержимого ковша до температуры плавления стали. Опыты, произведенные изобретателем, оказались успешны, и метод был внедрён на шеффилдских заводах. Бессемеровскому процессу присущи и значительные недостатки: конвертер продувается снизу атмосферным воздухом и выдаёт сталь сравнительно низкого и нестабильного качества, с большим количеством примесей, требующую последующей доводки. Сидни Гилкрист Томас, также англичанин, усовершенствовал процесс, изменив материал футеровки и добавив в плавку известь для удаления фосфора (томасовский процесс). Однако вскоре (1864) была изобретена мартеновская печь, позволявшая получать более качественную сталь стабильного состава, утилизировать любое количество металлолома. Мартен почти на сто лет вытеснил конвертер из сталеплавильного производства.
Возвращение конвертера связано с разработкой в 1930-х годах способов получения больших количеств чистого кислорода. Кислородное дутьё позволило увеличить тепловыделение в процессе плавки и лучше контролировать состав получаемой стали. Вместе с появлением приборов для дистанционного контроля температуры и экспресс-анализа продуктов плавки — металла и газов — это позволило устранить основные недостатки конвертера. Намного большая скорость плавки по сравнению с мартеном (сорок минут против восьми часов, при одинаковой массе плавки) и отсутствие необходимости в топливе привели к тому, что в разрушенной послевоенной Европе новые сталеплавильные цеха отстраивались уже как конвертерные. Первые промышленные кислородно-конвертерные производства были пущены в Австрии — в Линце (1952) и Донавице (1953). В СССР первый кислородно-конвертерный цех был переоборудован из бессемеровского на Днепропетровском металлургическом заводе в 1956 году, в 1957 году пущен новый кислородно-конвертерный цех на Криворожстали. В 1966 году на НЛМК кислородный конвертер впервые в мире был совмещен со 100-процентной разливкой на УНРС

## Видео
Советское познавательное видео о технологии конвертерной плавки на www.youtube.com